# Swale (distretto)
Swale è un distretto locale del Kent, Inghilterra, Regno Unito, con sede a Sittingbourne.
Il distretto fu creato con il Local Government Act 1972, il 1º aprile, 1974 dalla fusione dei borough di Faversham e Queenborough-in-Sheppey con il Distretto urbano di Sittingbourne and Milton ed il Distretto rurale di Swale.

## Città e parrocchie
Nel distretto ci sono quattro città: Sittingbourne, Faversham, Sheerness e Queenborough.
Le parrocchie, che non coprono l'area di Sittingbourne e Sheerness, sono:
- Badlesmere
- Bapchild
- Bobbing
- Borden
- Boughton under Blean
- Bredgar
- Cliffsend
- Doddington
- Dunkirk
- Eastchurch
- Eastling
- Faversham
- Graveney with Goodnestone
- Hartlip
- Hernhill
- Iwade
- Leaveland
- Leysdown
- Lower Halstow
- Luddenham
- Lynsted with Kingsdown
- Milstead
- Minster-on-Sea
- Newington
- Newnham
- Norton, Buckland and Stone
- Oare
- Ospringe
- Queenborough
- Rodmersham
- Selling
- Sheldwich
- Stalisfield
- Teynham
- Throwley
- Tonge
- Tunstall
- Upchurch
- Warden